# 貝特拉布冰原島峰
貝特拉布冰原島峰是南極洲的冰原島峰，位於萊亨費爾德冰川南面，處於利特伍德冰原島峰西南面約10公里，由德國的探險隊發現。
77°55′S 34°32′W / 77.917°S 34.533°W